# Xã Hanover, Quận Lincoln, Kansas
Xã Hanover (tiếng Anh: Hanover Township) là một xã thuộc quận Lincoln, tiểu bang Kansas, Hoa Kỳ. Năm 2010, dân số của xã này là 41 người.